# Koloman Bedeković

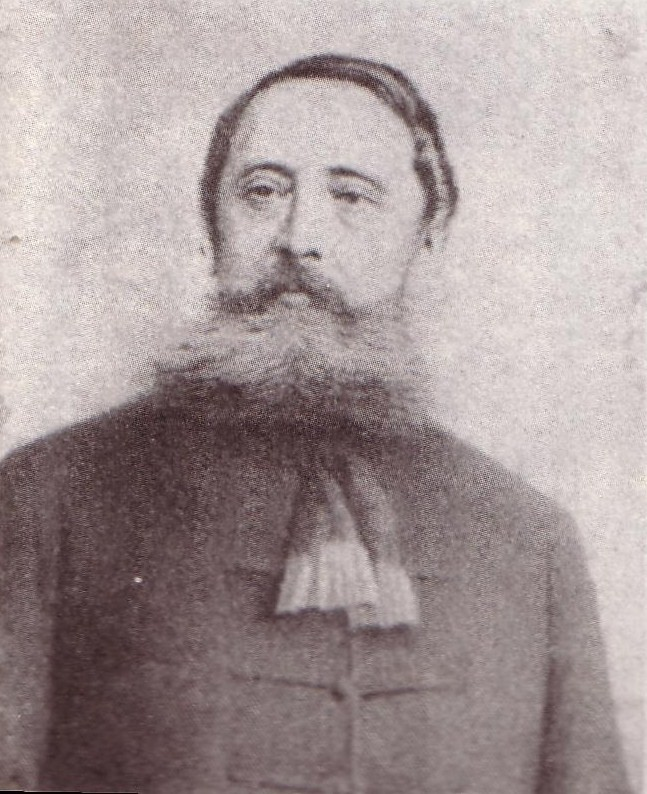
Koloman Bedeković

Koloman Bedeković de Komor (Hongaars: komori Bedekovich Kálmán; Jalžabet, 13 oktober 1818 - Hinterbrühl, 10 augustus 1889) was een Kroatisch politicus, die twee keer Hongaars minister voor Kroatische Aangelegenheden was: van 1868 tot 1871 (regering-Andrássy) en van 1876 tot 1889 (regering-Kálmán Tisza). Hij speelde een belangrijke rol in de totstandkoming van de Hongaars-Kroatische Ausgleich. In 1871 werd hij aangesteld tot ban van Kroatië-Slavonië.
Bedeković was de leider van de Kroatische Unionistische Partij en was gekant tegen een Kroatische onafhankelijkheid. Als ban van Kroatië-Slavonië organiseerde hij de parlementsverkiezingen van 1871. De Volkspartij won de verkiezingen, waarna Bedeković de Sabor drie keer ontbond. Onvrede over zijn obstructie van het parlement leidde uiteindelijk tot de zogenaamde Rakovica-opstand. Hierna werden er nieuwe verkiezingen aangekondigd voor 1872, waarna Bedeković moest opstappen als ban.